# Gare de Villiers - Neauphle - Pontchartrain
La gare de Villiers - Neauphle - Pontchartrain est une gare ferroviaire française de la ligne de Saint-Cyr à Surdon, située sur le territoire de la commune de Villiers-Saint-Frédéric, à proximité de Jouars-Pontchartrain et Neauphle-le-Château, dans le département des Yvelines, en région Île-de-France.
C'est une gare de la Société nationale des chemins de fer français (SNCF) desservie par les trains de la ligne N du Transilien (réseau Paris-Montparnasse).

## Situation ferroviaire

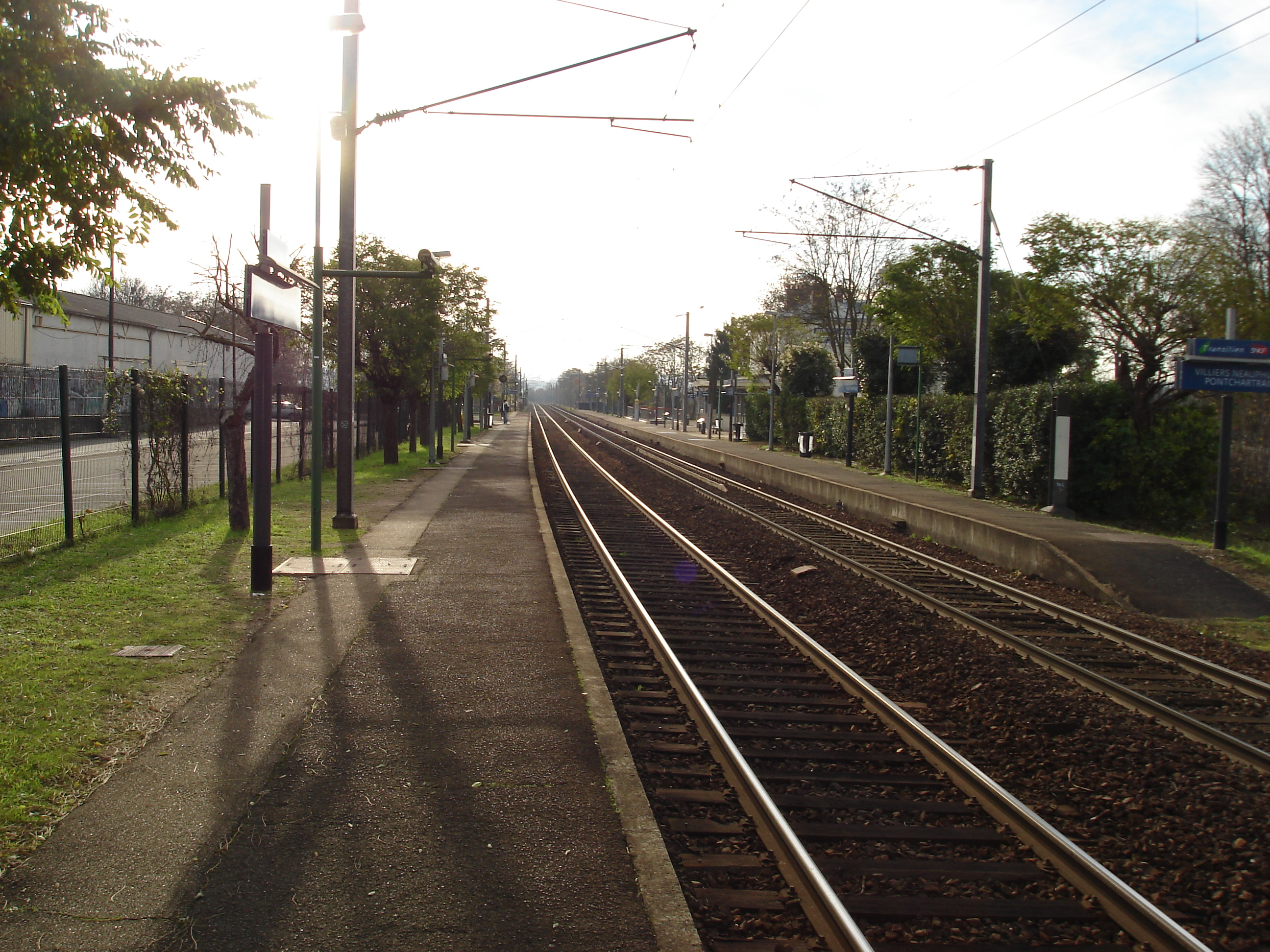
Vue générale de la gare.

Établie à 77 m d'altitude, la gare de Villiers - Neauphle - Pontchartrain est située au point kilométrique (PK) 39,218 de la ligne de Saint-Cyr à Surdon, entre les gares de Plaisir - Grignon et de Montfort-l'Amaury - Méré.

## Histoire
La gare est mise en service le 15 juin 1864 avec l'ouverture de la voie entre la gare de Saint-Cyr et la gare de Dreux.
Elle fut construite pour servir de gare d'attache à la locomotive destinée au transport de remblais. Le succès de cette ligne fut immédiat à tel point que, au XIXe siècle, le trafic des voyageurs de la gare était supérieur à celle de Montfort-l'Amaury - Méré. La gare avait l'avantage  de desservir Paris grâce au train express de Granville dès 3 h 30 du matin.
En 2011, 990 voyageurs ont pris le train dans cette gare chaque jour ouvré de la semaine.
Selon les estimations de la SNCF, en 2015, la fréquentation annuelle de la gare est de 790 827 voyageurs. En 2019, la fréquentation a atteint 915 771 voyageurs annuels.

## Service des voyageurs

### Accueil
Gare SNCF, elle dispose d'un bâtiment voyageurs avec guichet, d'automate Transilien, du système d'information sur les circulations des trains en temps réel et de boucles magnétiques pour personnes malentendantes.
Elle est équipée de deux quais latéraux : 
- le quai 1 dispose d'une longueur utile de 213 m pour la voie 2,
- le quai 2 d'une longueur utile de 209 m pour la voie 1[5].

Le changement de quai se fait par un passage souterrain.
La gare accueille également une crèche de 10 places depuis 2019

### Desserte
En 2012, la gare est desservie par des trains de la ligne N du Transilien (branche Paris - Dreux), à raison d'un train toutes les heures, sauf aux heures de pointe où la fréquence est d'un train toutes les 30 minutes.
Les trajets sont assurés par des voitures de banlieue à deux niveaux (VB 2N), tractées ou poussées en réversibilité par des BB 27300.
Le temps de trajet est d'environ :
- 5 minutes depuis Plaisir-Grignon,
- 19 minutes depuis Versailles-Chantiers,
- 30 minutes depuis Paris-Montparnasse,
- 37 minutes depuis Dreux.

### Intermodalité
La gare est desservie par les lignes 14, 55 et B du réseau de bus Centre et Sud Yvelines et par le service de transport à la demande « TàD Houdan - Monfort ».
Les lignes Express 67 et 7818 ne desservent pas directement la gare mais s'arrêtent à proximité à l'arrêt Lycée Viollet-le-Duc.
Un parking pour les véhicules (payant) et les vélos y est aménagé.

## À la télévision
La gare est visible dans la série Le Bureau des légendes, en l'occurrence à la saison 3, épisode 10 (à 46 min 30 s).

## Galerie de photographies

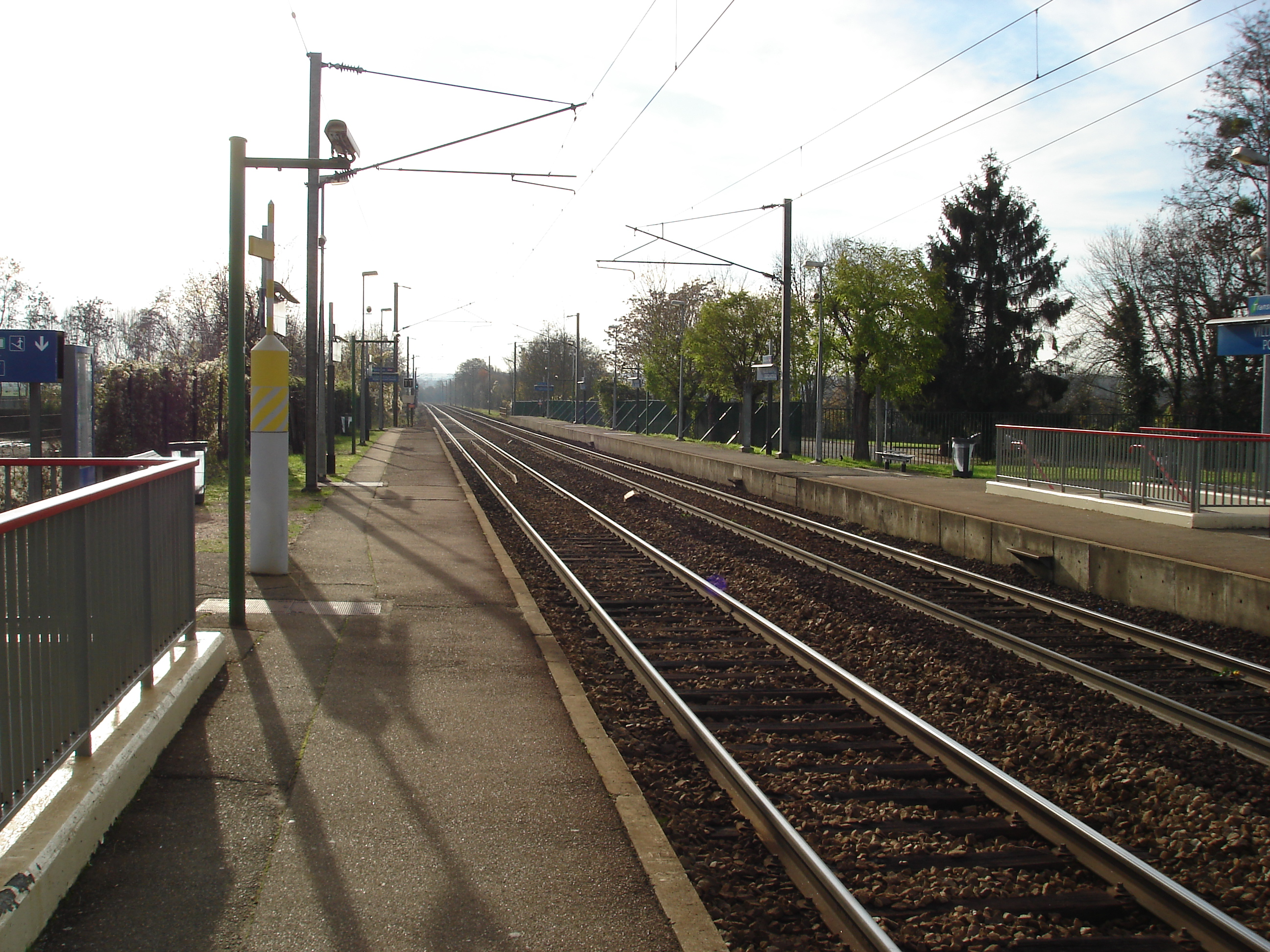
Vue vers Dreux.
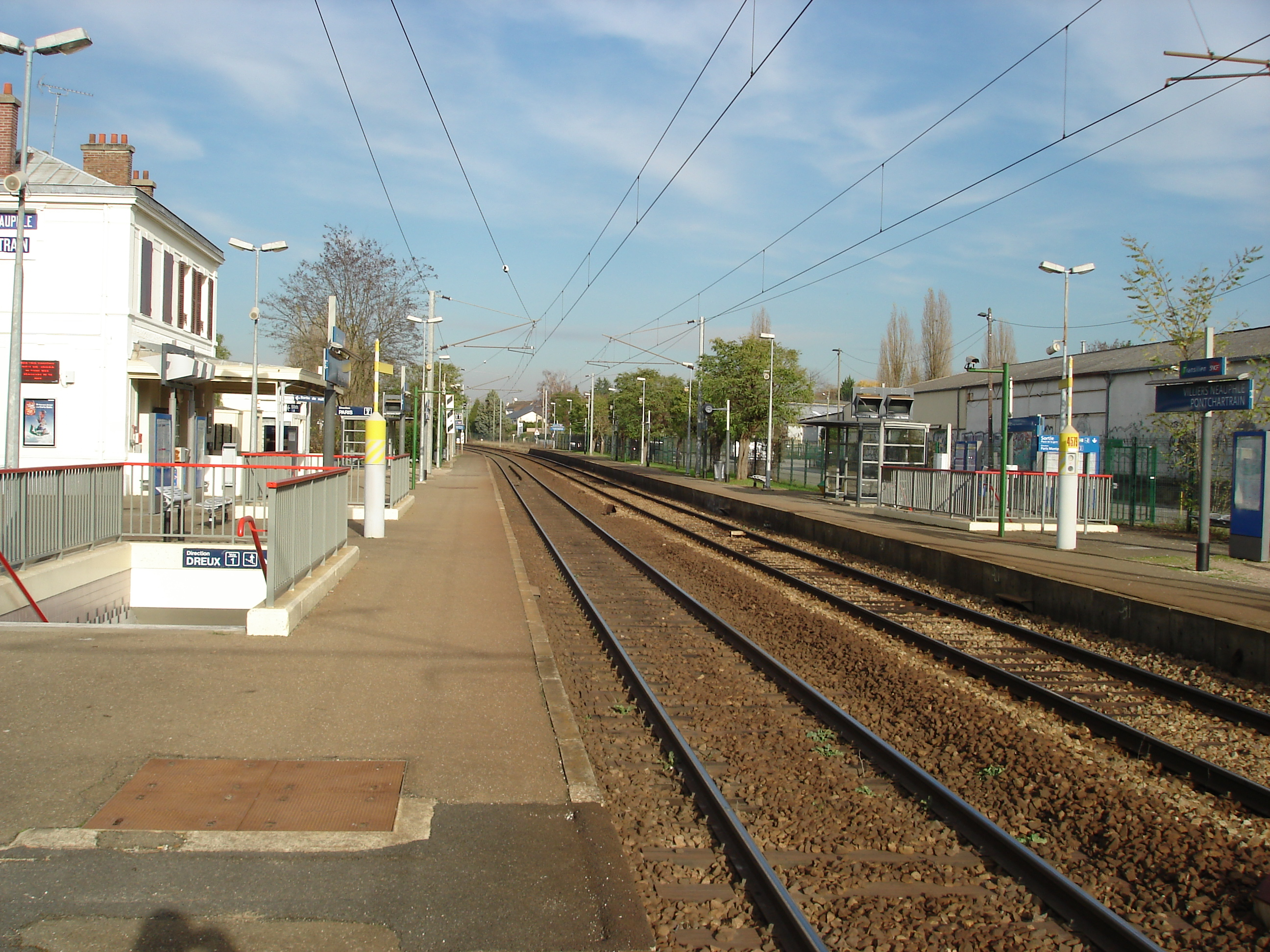
Vue vers Paris.
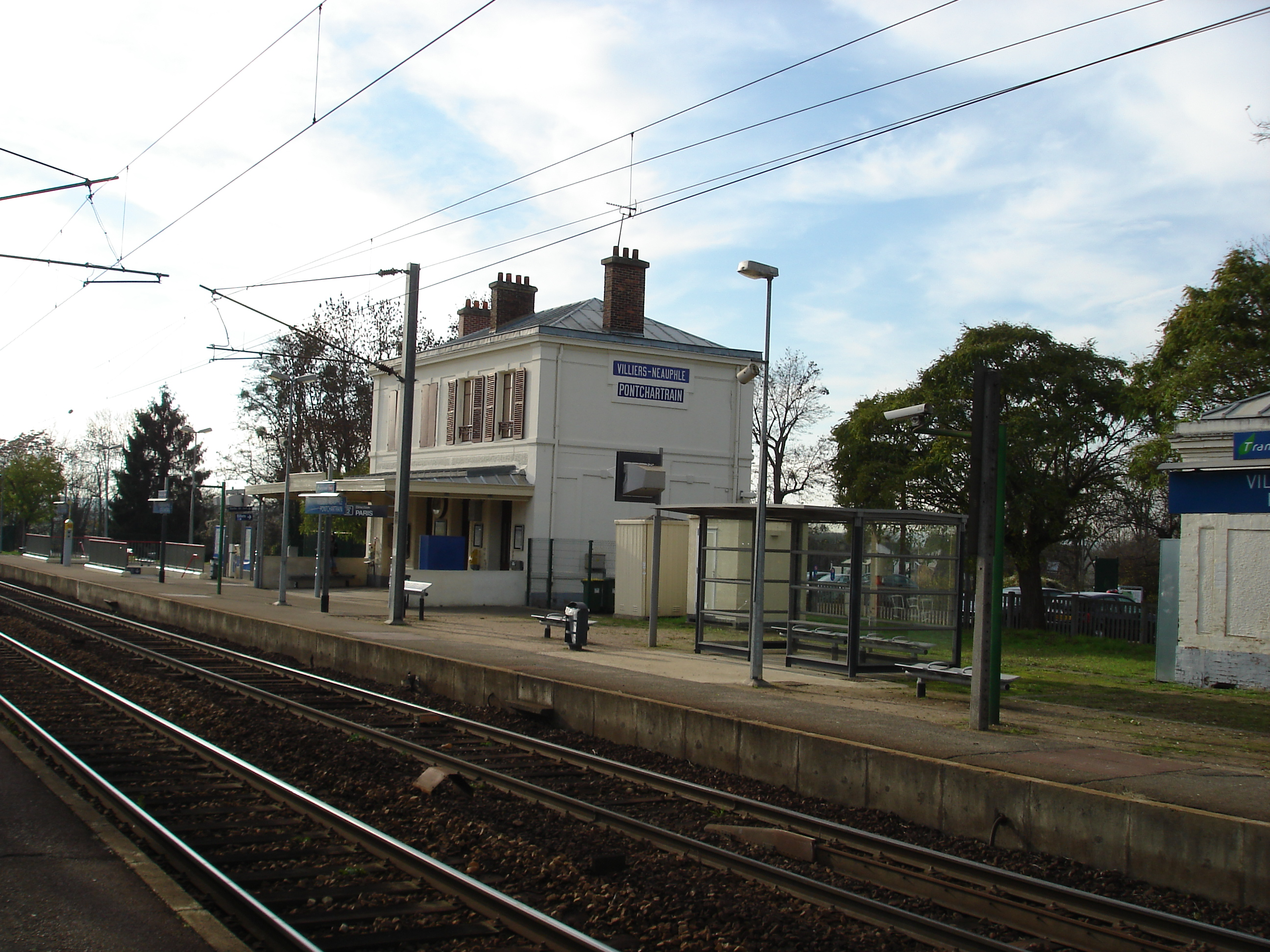
Le bâtiment voyageurs.
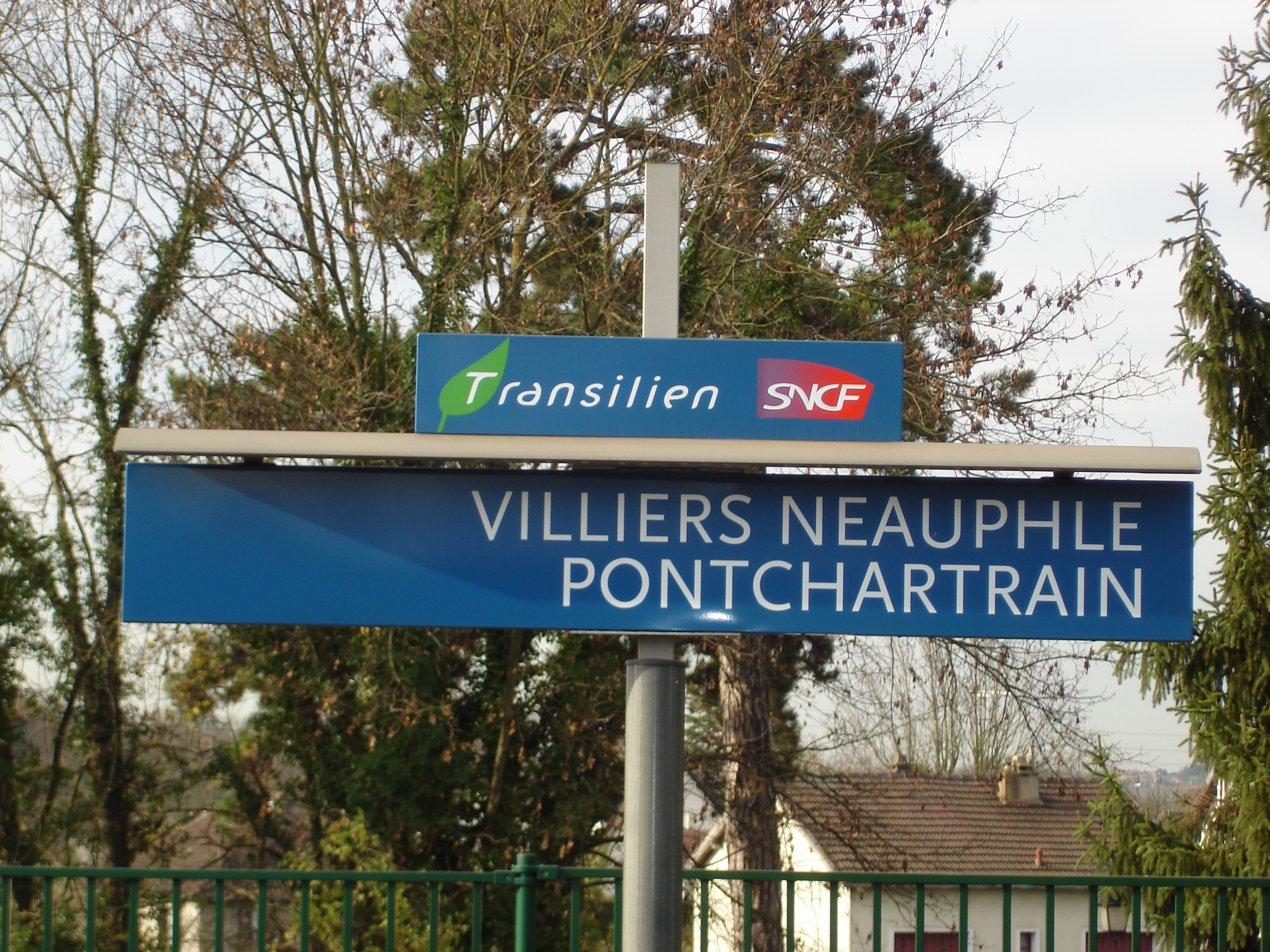
Panneau indiquant le nom de la gare.